# Huansu H3

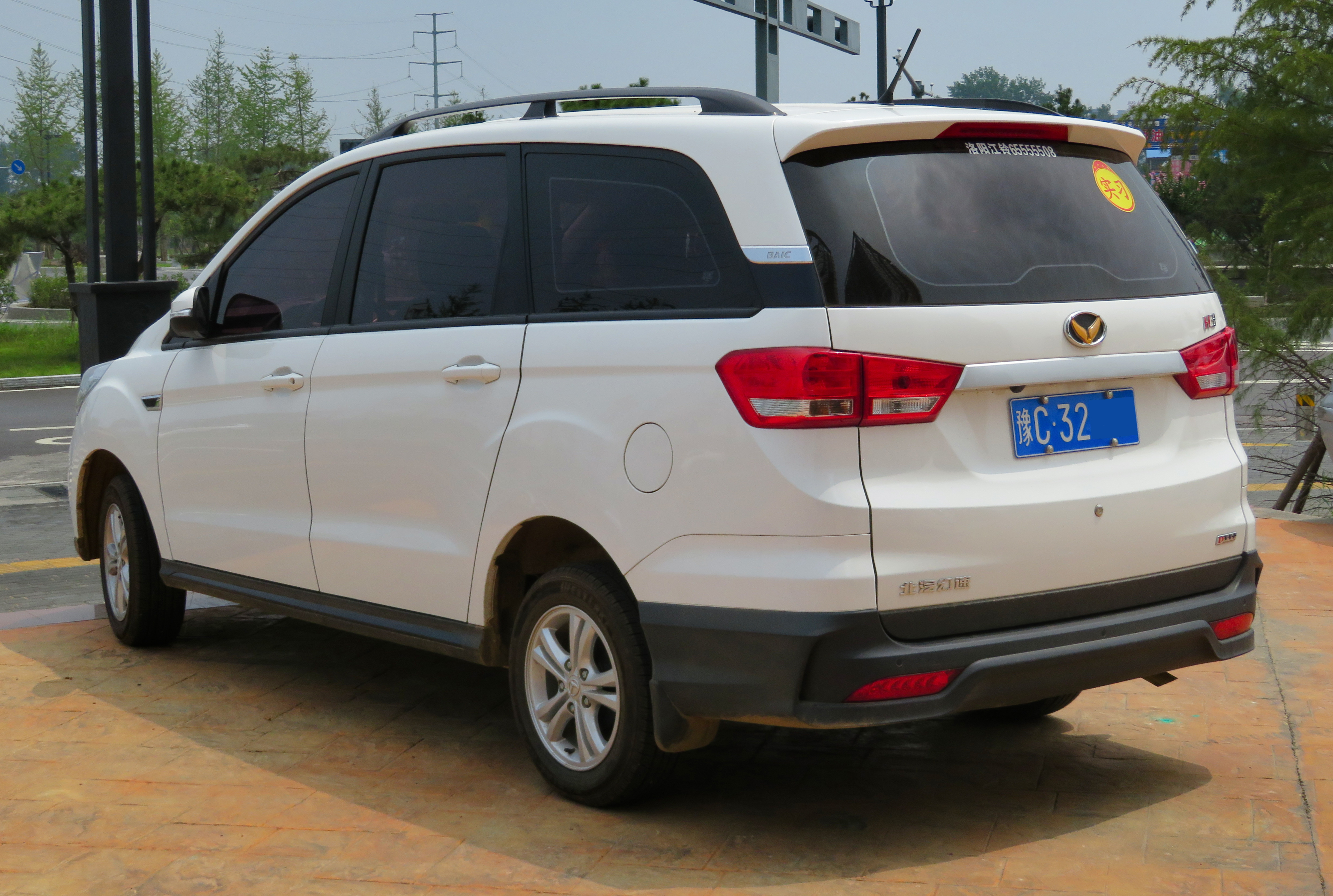
Heckansicht

Der Huansu H3 ist ein Van der zur Beijing Automotive Group gehörenden Marke Huansu. Hersteller ist Beiqi Yinxiang Automobile.

## Hintergrund
Der mit bis zu acht Sitzplätzen verfügbare Van debütierte im September 2015 auf der Chengdu Auto Show und wird seitdem in China verkauft. Ab Sommer 2016 war auch der etwas längere Huansu H3F erhältlich. Das Fahrzeug konkurriert insbesondere mit dem erfolgreichen Baojun 730. Die Abmessungen entsprechen in etwa denen des 730.
Der Van teilt sich die technische Basis mit dem im Dezember 2016 eingeführten Bisu M3.
Die letzten Verkäufe in China sind für August 2019 überliefert.

## Technische Daten
Den Antrieb übernimmt ein 1,5-Liter-Ottomotor, der den Wagen auf bis zu 160 km/h beschleunigt. Ein Automatikgetriebe ist nicht erhältlich.
|                                             | H3                            | H3F                           |
| Bauzeitraum                                 | 09/2015–08/2019               | 06/2016–08/2019               |
| Motorkenndaten                              |                               |                               |
| Motortyp                                    | Reihen-Vierzylinder-Ottomotor | Reihen-Vierzylinder-Ottomotor |
| Motoraufladung                              | —                             | —                             |
| Hubraum                                     | 1500 cm³                      | 1498 cm³                      |
| max. Leistung bei min−1                     | 83 kW (113 PS) / 6000         | 84 kW (114 PS) / 6000         |
| max. Drehmoment bei min−1                   | 150 Nm / 3000–5000            | 150 Nm / 3000–5000            |
| Kraftübertragung                            |                               |                               |
| Antrieb, serienmäßig                        | Vorderradantrieb              | Vorderradantrieb              |
| Getriebe, serienmäßig                       | 5-Gang-Schaltgetriebe         | 5-Gang-Schaltgetriebe         |
| Messwerte                                   |                               |                               |
| Höchstgeschwindigkeit                       | 160 km/h                      | 160 km/h                      |
| Beschleunigung, 0–100 km/h                  | 15,8 s                        | k. A.                         |
| Kraftstoffverbrauch auf 100 km (kombiniert) | 7,0 l Super                   | 6,8 l Super                   |
| Tankinhalt                                  | 50 l                          | 50 l                          |
| Länge × Breite × Höhe                       | 4660 mm × 1770 mm × 1780 mm   | 4720 mm × 1790 mm × 1780 mm   |
| Radstand                                    | 2800 mm                       | 2800 mm                       |
| Leergewicht                                 | 1428 kg                       | 1424 kg                       |